# Kirchberg (Haut-Rhin)
Kirchberg ist eine französische Gemeinde mit 716 Einwohnern (Stand 1. Januar 2022) im Département Haut-Rhin in der Region Grand Est (bis 2015 Elsass). Sie gehört zum Arrondissement Thann-Guebwiller, zum Kanton Masevaux-Niederbruck und zum 2001 gegründeten Gemeindeverband Vallée de la Doller et Soultzbach.

## Geografie
Die Gemeinde Kirchberg liegt in den südöstlichen Vogesen. Der Fluss Doller trennt Kirchberg von der Gemeinde Wegscheid, die beide zusammen ein geschlossenes Siedlungsbild bilden Der Gipfel des 1247 m hohen Ballon d’Alsace (Elsässer Belchen) erhebt sich etwa zehn Kilometer westlich von Kirchberg. Das im Südwesten an die Region Franche-Comté grenzende Gemeindegebiet ist Teil des Regionalen Naturparks Ballons des Vosges.
Nachbargemeinden von Kirchberg sind Oberbruck im Norden (Berührungspunkt), Wegscheid im Nordosten, Sickert, Masevaux-Niederbruck im Südosten, Lamadeleine-Val-des-Anges im Südwesten sowie Dolleren im Westen.

## Geschichte
Von 1871 bis zum Ende des Ersten Weltkrieges gehörte Kirchberg als Teil des Reichslandes Elsaß-Lothringen zum Deutschen Reich und war dem Kreis Thann im Bezirk Oberelsaß zugeordnet.

## Bevölkerungsentwicklung
| Jahr      | 1910 | 1962 | 1968 | 1975 | 1982 | 1990 | 1999 | 2007 | 2017 |
| Einwohner | 777  | 674  | 685  | 656  | 709  | 802  | 843  | 821  | 762  |

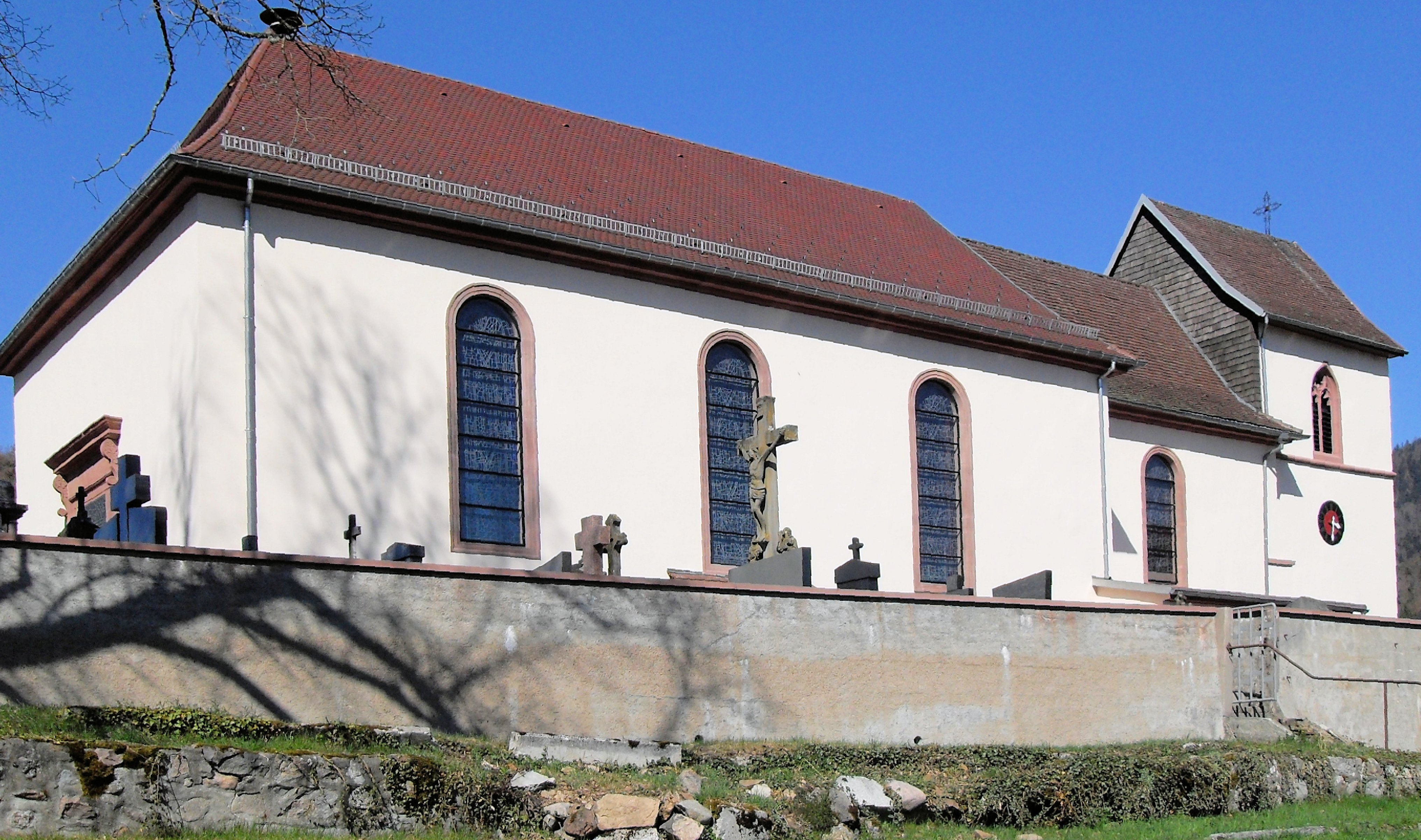
Kirche St. Vinzenz
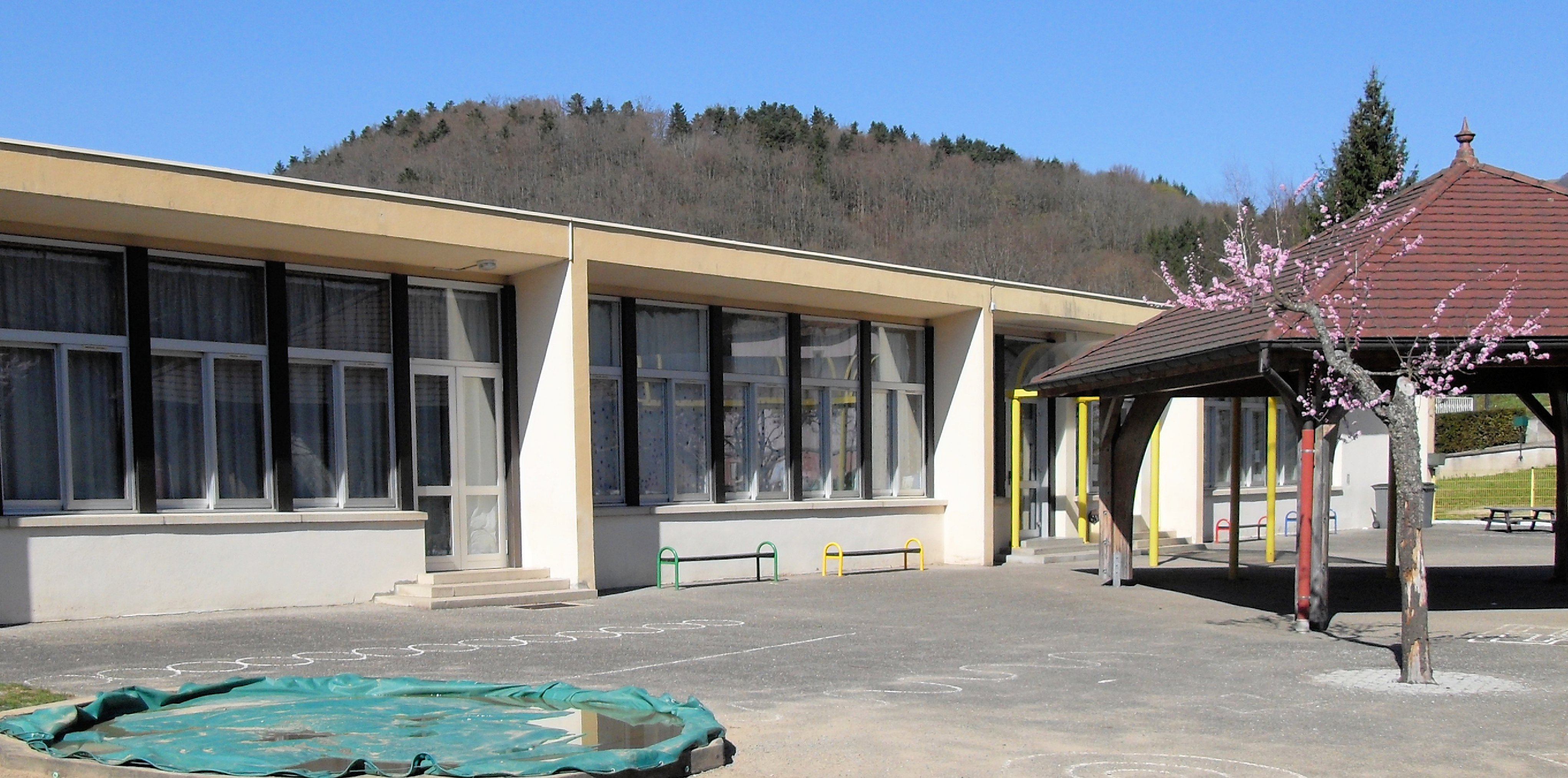
Grundschule